# Teresa Labriola
Pour les articles homonymes, voir Labriola.
Teresa Labriola (née à Naples le 17 février 1873 – morte à Rome le 6 février 1941) est une écrivaine, juriste et féministe italienne. Fille d’Antonio Labriola, penseur marxiste, elle devient la première femme avocate en Italie.

## Biographie
Dès ses années d’études, Teresa Labriola s’implique avec passion dans le mouvement féministe italien naissant. Une fois diplômée, elle occupe un poste de professeure de droit à l’université de Rome, devenant ainsi la première femme à exercer en tant qu’avocate en Italie. Dès 1906, elle travaille avec des organisations qui œuvrent pour donner à toutes les femmes, quel que soit leur statut économique ou culturel, le droit de vote.  
Avec le déclenchement de la Première Guerre mondiale, Teresa Labriola adopte des positions interventionnistes et nationalistes, s’éloignant ainsi des convictions marxistes de sa famille et développant une critique virulente du socialisme et du communisme.  
Durant la période fasciste en Italie, avant la Seconde Guerre mondiale, elle devient l’une des propagandistes les plus acharnées du régime, affirmant que le rôle premier de la femme est d’être mère et que l’éducation doit rester secondaire.
Cependant, Teresa Labriola finit par se désillusionner du régime fasciste lorsque les femmes sont de plus en plus exclues de la vie publique en Italie. Elle meurt dans la pauvreté après une longue maladie peu avant son 68e anniversaire.

## Travaux
- (it) Revisione critica delle più recenti teorie sull'origine del diritto, Rome, Ermanno Loescher et C.°, 1901
- (it) Del concetto teorico della società civile, Rome, Ermanno Loescher et C.°
- (it) Studio sul problema del voto alla donna, Rome, Ermanno Loescher et C.°, 1904
- (it) Del feminismo: come visione della vita, Pescara, Arte della Stampa, 1917
- (it) Problemi sociali della donna, Bologne, Zanichelli, 1918
- (it) Il femminismo italiano nella rinascita dello spirito, 1924